# Ludwik Seidenman
Ludwik Seidenman (ur. 1906, zm. 19 lipca 2003) – adwokat, konsul RP w Nowym Jorku, syn Salomona.
Z wykształcenia był prawnikiem, Wydział Prawa Uniwersytetu Warszawskiego ukończył w 1928. W latach 1933–1939 praktykował w Warszawie jako adwokat. W 1939 roku aresztowany przez NKWD i więziony do 1941 roku, kiedy rozpoczął pracę w ambasadzie polskiej w Kujbyszewie. Od kwietnia do lipca 1945 roku pełnił funkcję konsula RP w Nowym Jorku.
Po rozstaniu z działalnością polityczną poświęcił się pracy w amerykańskiej adwokaturze. 
3 maja 1984 został odznaczony przez prezydenta RP na uchodźstwie Krzyżem Kawalerskim Orderu Odrodzenia Polski.